# Stichopogon menoni
Stichopogon menoni là một loài ruồi trong họ Asilidae. Stichopogon menoni được Joseph & Parui miêu tả năm 1997. Loài này phân bố ở miền Ấn Độ - Mã Lai.